# Aureliano Linares Rivas
Aureliano Linares Rivas (Santiago de Compostela, 1 de junho de 1841 – Madri, 31 de março de 1903) foi um advogado, jornalista e político espanhol, foi ministro de Gracia y Justicia durante o reinado de Afonso XII e de Fomento durante a regência de María Cristina de Habsburgo-Lorena.